# ژوآو سوزا
 ژوآو سوزا (انگلیسی: João Souza؛ زاده ۲۷ مهٔ ۱۹۸۸) یک تنیس‌باز اهل برزیل است.